# 跨国收养方面保护儿童及合作公约
跨国收养方面保护儿童及合作公约（英語：Convention on Protection of Children and Co-operation in Respect of Intercountry Adoption），简称海牙收养公约（英語：Hague Adoption Convention），是1993年海牙国际私法会议制订的国际公约。公约订于荷兰海牙，于1995年5月1日生效，保存人是荷兰政府。

## 背景
各缔约国认识到跨国收养可为在其原住国不能找到适当家庭的儿童提供永久家庭的优势；确认有必要采取措施，确保跨国收养的实施符合儿童最佳利益并尊重其基本权利，防止诱拐、出卖和贩卖儿童，制订公约各条款。

## 内容
公约第二章规定了跨国收养的要求，原住国的确认条件包括：
1. 确认该儿童适于被收养；
2. 在充分考虑了原住国内安置该儿童的可能性后，确认跨国收养符合其最佳利益；
3. 确保与有关机构和个人进行了必要协商，且后者已被适当告知相关后果，并征得后者书面同意，且该项同意不是因为给付了任何形式的报酬或补偿而获得且没有被撤回；
4. 确保在要求征得母亲同意的情况下，该项同意在儿童出生后作出；
5. 考虑到儿童年龄和成熟程度，确保：
  1. 在要求征得儿童同意的情况下，已与该儿童商议并适当告知相关后果；
  2. 儿童的愿望和意见已给予考虑；
  3. 在要求征得儿童同意的情况下，儿童已自主作出书面同意，且项同意不是因为给付了任何形式的报酬或补而获得。

收养国的确认条件包括：
1. 确认预期养父母符合条件并适于收养儿童；
2. 确认已与预期养父母协商；
3. 确认该儿童已经或将要被批准进入该国并长期居住。

公约还对中央机关和委任机构，程序要件，收养的承认及效力作了规定。